# Nilwood (Illinois)
Nilwood je gradић u američkoj saveznoj državi Ilinois. Prema popisu stanovništva iz 2010. u njemu je živjelo 239 stanovnika.